# 12e étape du Tour de France 2009
Pour un article plus général, voir Tour de France 2009.
La 12e étape du Tour de France 2009, s'est déroulée le 16 juillet. Le parcours de 200 kilomètres, reliait Tonnerre à Vittel. La victoire est revenue en solitaire au Danois Nicki Sørensen.

## Parcours
Cette étape qui bénéficie d'un parcours un peu plus écorché que ces derniers jours est plus propice aux échappés solitaires. Avec une successions de cinq côtes de 4e catégorie puis une côte de 3e catégorie avec une déclinaison de 11,1 % sur 800 mètres à l'approche des derniers 30 kilomètres, le parcours entraine les coureurs vers l'est de la France en traversant les départements de l'Yonne, de l'Aube, de la Haute-Marne et des Vosges.

## Récit
La course débute par des échappés qui avortent assez rapidement jusqu'à la première montée qui voit une attaque de David Millar (Garmin Chipotle), Daniele Bennati (Liquigas) et Geoffroy Lequatre (Agritubel) aboutir jusqu'au sommet de la côte de Baon avant d'être repris lors de la descente. Lors du sprint intermédiaire de Channes au kilomètre 32 le maillot vert Mark Cavendish consolide son avance devant Thor Hushovd.
C'est au kilomètre 75 qu'une échappée sérieuse se dessine avec Sylvain Calzati (Agritubel), Markus Fothen (Team Milram), Laurent Lefèvre (Bbox Bouygues Telecom), Egoi Martínez (Euskaltel-Euskadi), Rémi Pauriol (Cofidis) et Franco Pellizotti (Liquigas) rejoints peu après par Nicki Sørensen (Saxo Bank). Les échappés parviennent à préserver une avance de quatre minutes environ sur le peloton tous le long du parcours vers l'arrivée. Le Danois Nicki Sørensen tente d'échapper le groupe de tête à 23 km de l'arrivée, poursuivi par le Français Sylvain Calzati. Les deux hommes restent ensemble jusqu'à 5,5 km de l'arrivée avant que Nicki Sørensen attaque Sylvain Calzati pour remporter sa première étape d'un Tour de France ainsi que le trophée de la combativité qui lui a été attribué.
Le classement général reste inchangé et Rinaldo Nocentini conserve son maillot jaune.

## Sprints intermédiaires
| Premier   | Mark Cavendish | 6 pts |
| Deuxième  | Thor Hushovd   | 4 pts |
| Troisième | Sandy Casar    | 2 pts |

| Premier   | Sylvain Calzati   | 6 pts |
| Deuxième  | Franco Pellizotti | 4 pts |
| Troisième | Egoi Martínez     | 2 pts |

| - 3. Sprint intermédiaire de Saint-Thiebault (kilomètre 169) \| Premier \| Rémi Pauriol \| 6 pts \| \| Deuxième \| Franco Pellizotti \| 4 pts \| \| Troisième \| Sylvain Calzati \| 2 pts \| |                   |       |
| Premier | Rémi Pauriol      | 6 pts |
| Deuxième | Franco Pellizotti | 4 pts |
| Troisième | Sylvain Calzati   | 2 pts |

## Côtes
| Premier   | David Millar      | 3 pts |
| Deuxième  | Daniele Bennati   | 2 pts |
| Troisième | Franco Pellizotti | 1 pts |

| Premier   | Franco Pellizotti | 3 pts |
| Deuxième  | Egoi Martínez     | 2 pts |
| Troisième | Roman Kreuziger   | 1 pt  |

| Premier   | Laurent Lefèvre   | 3 pts |
| Deuxième  | Sylvain Calzati   | 2 pts |
| Troisième | Franco Pellizotti | 1 pt  |

| Premier   | Franco Pellizotti | 3 pts |
| Deuxième  | Egoi Martínez     | 2 pts |
| Troisième | Nicki Sørensen    | 1 pt  |

| Premier   | Franco Pellizotti | 3 pts |
| Deuxième  | Egoi Martínez     | 2 pts |
| Troisième | Nicki Sørensen    | 1 pt  |

| Premier   | Franco Pellizotti | 4 pts |
| Deuxième  | Egoi Martínez     | 3 pts |
| Troisième | Nicki Sørensen    | 2 pt  |
| Quatrième | Sylvain Calzati   | 1 pt  |

## Classement de l'étape
| Classement de la 12e étape | Classement de la 12e étape | Classement de la 12e étape | Classement de la 12e étape | Classement de la 12e étape |
|                            | Coureur                    | Pays                       | Équipe                     | Temps                      |
| -------------------------- | -------------------------- | -------------------------- | -------------------------- | -------------------------- |
| 1er                        | Nicki Sørensen             | DEN                        | Team Saxo Bank             | en 4 h 52 min 24 s         |
| 2e                         | Laurent Lefèvre            | FRA                        | BBox Bouygues Telecom      | + 48 s                     |
| 3e                         | Franco Pellizotti          | ITA                        | Liquigas                   | + 48 s                     |
| 4e                         | Markus Fothen              | GER                        | Team Milram                | + 48 s                     |
| 5e                         | Egoi Martínez              | ESP                        | Euskaltel-Euskadi          | + 48 s                     |
| 6e                         | Sylvain Calzati            | FRA                        | Agritubel                  | + 48 s                     |
| 7e                         | Rémi Pauriol               | FRA                        | Cofidis                    | + 1 min 33 s               |
| 8e                         | Mark Cavendish             | GBR                        | Team Columbia-HTC          | + 5 min 58 s               |
| 9e                         | Thor Hushovd               | NOR                        | Cervélo TestTeam           | + 5 min 58 s               |
| 10e                        | Marco Bandiera             | ITA                        | Lampre-NGC                 | + 5 min 58 s               |
| modifier                   |                            |                            |                            |                            |

## Classement général
| Classement général à la 12e journée | Classement général à la 12e journée | Classement général à la 12e journée | Classement général à la 12e journée | Classement général à la 12e journée |
|                                     | Coureur                             | Pays                                | Équipe                              | Temps                               |
| ----------------------------------- | ----------------------------------- | ----------------------------------- | ----------------------------------- | ----------------------------------- |
| 1er                                 | Rinaldo Nocentini                   | ITA                                 | AG2R La Mondiale                    | en 48 h 27 min 21 s                 |
| 2e                                  | Alberto Contador                    | ESP                                 | Astana                              | + 6 s                               |
| 3e                                  | Lance Armstrong                     | USA                                 | Astana                              | + 8 s                               |
| 4e                                  | Levi Leipheimer                     | USA                                 | Astana                              | + 39 s                              |
| 5e                                  | Bradley Wiggins                     | GBR                                 | Garmin-Slipstream                   | + 46 s                              |
| 6e                                  | Andreas Klöden                      | GER                                 | Astana                              | + 54 s                              |
| 7e                                  | Tony Martin                         | GER                                 | Team Columbia-HTC                   | + 1 min 0 s                         |
| 8e                                  | Christian Vande Velde               | USA                                 | Garmin-Slipstream                   | + 1 min 24 s                        |
| 9e                                  | Andy Schleck                        | LUX                                 | Team Saxo Bank                      | + 1 min 49 s                        |
| 10e                                 | Vincenzo Nibali                     | ITA                                 | Liquigas                            | + 1 min 54 s                        |
| modifier                            |                                     |                                     |                                     |                                     |

## Classements annexes

### Classement par points
| Classement par points | Classement par points | Classement par points | Classement par points | Classement par points |
| --------------------- | --------------------- | --------------------- | --------------------- | --------------------- |
|                       | Coureur               | Pays                  | Équipe                | Point(s)              |
| 1er                   | Mark Cavendish        | GBR                   | Team Columbia-HTC     | 200 points            |
| 2e                    | Thor Hushovd          | NOR                   | Cervélo TestTeam      | 190 pts               |
| 3e                    | José Joaquín Rojas    | ESP                   | Caisse d'Épargne      | 116 pts               |
| modifier              |                       |                       |                       |                       |

### Classement de la montagne
| Classement du meilleur grimpeur | Classement du meilleur grimpeur | Classement du meilleur grimpeur | Classement du meilleur grimpeur | Classement du meilleur grimpeur |
| ------------------------------- | ------------------------------- | ------------------------------- | ------------------------------- | ------------------------------- |
|                                 | Coureur                         | Pays                            | Équipe                          | Point(s)                        |
| 1er                             | Egoi Martínez                   | ESP                             | Euskaltel-Euskadi               | 88 points                       |
| 2e                              | Franco Pellizotti               | ITA                             | Liquigas                        | 71 pts                          |
| 3e                              | Christophe Kern                 | FRA                             | Cofidis                         | 59 pts                          |
| modifier                        |                                 |                                 |                                 |                                 |

### Classement du meilleur jeune
| Classement général du meilleur jeune | Classement général du meilleur jeune | Classement général du meilleur jeune | Classement général du meilleur jeune | Classement général du meilleur jeune |
|                                      | Coureur                              | Pays                                 | Équipe                               | Temps                                |
| ------------------------------------ | ------------------------------------ | ------------------------------------ | ------------------------------------ | ------------------------------------ |
| 1er                                  | Tony Martin                          | GER                                  | Team Columbia-HTC                    | en 48 h 28 min 21 s                  |
| 2e                                   | Andy Schleck                         | LUX                                  | Team Saxo Bank                       | + 49 s                               |
| 3e                                   | Vincenzo Nibali                      | ITA                                  | Liquigas                             | + 54 s                               |
| modifier                             |                                      |                                      |                                      |                                      |

### Classement par équipes
| Classement par équipes | Classement par équipes | Classement par équipes | Classement par équipes |
|                        | Équipe                 | Pays                   | Temps                  |
| ---------------------- | ---------------------- | ---------------------- | ---------------------- |
| 1re                    | Team Saxo Bank         | Danemark               | en 143 h 47 min 41 s   |
| 2e                     | AG2R La Mondiale       | France                 | + 34 s                 |
| 3e                     | Astana                 | Kazakhstan             | + 37 s                 |
| modifier               |                        |                        |                        |

### Combativité
Nicki Sørensen

## Abandons
- Rui Costa est non partant.
- Angelo Furlan,  Jérôme Coppel et  Romain Feillu ont abandonné.